# 美麗本人
美麗本人（1990年2月26日— ），本名李包比。臺灣台北市人，臺灣演員、部落客、網路紅人。農曆生日是2月2號跟土地公同一天。2013年開始演藝生涯，並自組團體好迷濛 No.5參與嘻哈饒舌比賽。治胃小隊裡面擔任隊長。

## 經歷
2016年與丁大隻以及ED Wang組成“不正經小隊”，並發行《久等了》單曲。
2019年開始以藝名「美麗本人」成立YouTube頻道，以浮誇且具有幽默感的表演方式對華語歌曲MV做Reaction影片，影片製作加入動畫及特效，高品質影像呈現方式聞名，更以一句“R爆”跟經典手勢“醬擠”在年輕族群口中瘋傳成為了時下年輕人的流行用語及手勢。不到一年頻道超過8萬粉絲訂閱，截至2020年11月頻道觀看數超過500萬。同年，也受黃鴻升邀約，拍攝天梭手錶微電影廣告，開啟演員之路。
2020年初受GQ台灣邀請拍攝網路專題，也是第一位被GQ台灣邀請拍攝專題的網路藝人。同年5月以演員身份擔任藝人瘦子、鬼鬼吳映潔、李浩瑋及團體沒有才能MV男主角。同年10月受台灣Red Bull邀請，參與Swift16企劃創作歌曲〈喵〉。同月16日受邀至台中知名夜店18TC，參與Red Bull『TURN IT UP』活動。

2021年參加台灣第一屆嘻哈選秀節目《大嘻哈時代》海選，演唱拿手歌曲〈喵〉，並在表演過程中，以「筋膜槍」的振動模式按壓喉嚨，改變聲音呈現效果，其特殊表演方式讓評審立即舉牌，成為該場次首位過關選手。  
2022年受邀參加台灣嘻哈選秀節目《大嘻哈時代2》與阿達、嗩吶、賀瓏共同擔任該節目之主持，更與阿達擔任現場賽評一職。。

## 頻道節目
- 《美麗有反應》常駐節目
- 《美麗人生》常駐節目
- 《美麗實勁秀》
- 《美麗痛苦日記》
- 《我的檔期原創劇》

## 音樂作品

### 單曲
| 發表日期       | 歌曲                     | 作詞                   | 作曲               | 編曲                 | 製作人                       | 備註                  |
| 2023年5月25日  | Under the sea （中文版） | Howard Ashman          | Alan Menken        | ＊                   | Menken、Ashman、Robert Kraft | 2023年 電影中文版演唱 |
| 2023年5月25日  | Kiss the girl （中文版） | Howard Ashman          | Alan Menken        | ＊                   | Menken、Ashman、Robert Kraft | 2023年 電影中文版演唱 |
| 2023年1月29日  | 禿油肥 feat. DJ GROUND   | 美麗本人               | DJ GROUND 美麗本人 | DJ GROUND            | DJ GROUND                    |                       |
| 2021年8月15日  | 壞爸爸                   | 美麗本人               | 美麗本人           | Ice_Cold_Groove back | 謝乾乾                       |                       |
| 2021年7月30日  | 李包比自傳 feat. 簡道生  | 美麗本人               | 美麗本人 謝乾      | 史今SJIN             | 謝乾乾                       |                       |
| 2020年10月14日 | 喵                       | 美麗本人               | 高仰辰 Tipsy       | 高仰辰 Tipsy         | 高仰辰 Tipsy                 |                       |
| 2020年7月20日  | 禿頭爸爸                 | 美麗本人               | 高仰辰 Tipsy       | 高仰辰 Tipsy         | 小天使                       |                       |
| 2018年1月3日   | MAMA                     | 不正經小隊 feat.鄭禮岱 |                    |                      | 美麗本人                     |                       |
| 2016年10月3日  | 久等了                   | 不正經小隊             |                    |                      | 美麗本人                     |                       |
| 2024年2月4日   | 你是我的Bae              | 美麗本人/張伍/謝乾     | 美麗本人/謝乾      | 賴暐哲               |                              | 美麗本人 feat.李千娜  |
| 2024年12月20日 | 我每一天都愛你的西文叫做 | 盧廣仲、美麗本人       | 盧廣仲、美麗本人   | 盧廣仲、周谷淳       | 盧廣仲                       | 盧廣仲 feat.美麗本人  |

## 演出作品

### 電影演出
| 年份   | 劇名               | 飾演             | 備註       |
| 2023年 | 愛情城事           | 叫外送的客人     | 客串       |
| 2023年 | 他馬克老闆         | 李經理           | 客串       |
| 2023年 | 小美人魚真人版電影 | 賽巴斯丁（配音） | 中文配音員 |
| 2026年 | 鬼牽手             |                  |            |

### 電視劇演出
| 年份   | 播放平台            | 戲劇名稱         | 飾演         | 備註 |
| 2024年 | Netflix、GagaOOLala | 某某             | 幸運手繩老闆 |      |
| 2024年 | 華視、公視台語台    | 孔雀魚           | 肥雪         |      |
| 2025年 | 未定                | 師大公園地下社會 | 未定         |      |
| 2025年 | 日劇                | 整型灰姑娘       | 路人         |      |

### MV演出
| 年份   | 歌名                    | 歌手                                | 導演                 | 飾演           | 備註     |
| 2025年 | 帶你去逛街              | 琳誼 feat. 蕭煌奇                   | 蘇聖                 | 店家老闆       |          |
| 2024年 | Toxic Boss 慣老闆       | J.Sheon、瘦子E.SO                   | 體育老師ZC           | 主角好友       | [ 11 ]   |
| 2023年 | 禿油肥 Feat. DJ DROUND  | 美麗本人                            | Sebine.芸臻          | 本人           | 主角     |
| 2022年 | 我的檔期組合 Cypher     | 謝乾乾 / ADA阿達 /異鄉人 / 美麗本人 | Bei City Productions | 本人           | 主角     |
| 2022年 | 傻呼呼                  | 魏嘉瑩、溫妮                        | 體育老師ZC           | 店長           | 男主角   |
| 2022年 | 達文西                  | 瘦子E.SO                            | 謝乾乾               | 實驗出生的小孩 | 男主角   |
| 2022年 | 祖先                    | 瘦子E.SO                            | 謝乾乾               | 實驗出生的小孩 | 男主角   |
| 2022年 | 癢癢                    | 八三夭831 feat. 周湯豪              | 一盞 EthanYIJAN      | 帶娃的爹       | 主角之一 |
| 2022年 | Amazing                 | 瘦子E.SO                            | 謝乾乾               | 實驗出生的小孩 | 男主角   |
| 2021年 | 第二個體溫              | GJ 蔣卓嘉                           | 蘇聖                 | 主持人         | 主角     |
| 2021年 | Way Up                  | 瘦子E.SO                            | 謝乾乾               | 實驗出生的小孩 | 男主角   |
| 2021年 | 壞爸爸                  | 美麗本人                            | 美麗本人             | 主唱           | 男主角   |
| 2021年 | 李包比自傳 feat. 簡道生 | 美麗本人                            | 林柏綸               | 主唱           | 男主角   |
| 2020年 | 晚點再想 晚點在想       | 沒有才能                            | 林宏叡               | 富二代         | 男主角   |
| 2020年 | 你要不要先回家          | 吳映潔                              | 葉丁瑋               | 男友           | 男主角   |
| 2020年 | 伯父                    | 瘦子E.SO                            | 葉丁瑋               | 爸爸           | 男主角   |
| 2020年 | LOSER                   | 李浩瑋                              | 彭道森               | 老闆           | 男配角   |
| 2020年 | PLAN B                  | 黃鴻升                              | ＊                   | 主管           | 男配角   |

### 電視演出
| 年份   | 電視台                 | 電視節目       | 飾演           | 備註 |
| 2024年 | 緯來電視網、台視主頻   | 夜市王         | 主持人、旁白員 |      |
| 2024年 | 東森綜合台、亞洲旅遊台 | 暴走兄弟朝聖趣 | 主持人         |      |
| 2023年 | 三立電視台             | 大嘻哈時代2    | 賽評           |      |
| 2021年 | 三立電視台             | 大嘻哈時代     | 比賽選手       |      |

### 電視廣告
| 年份   | 片名                                  | 導演         | 飾演             | 備註   |
| 2022年 | 少女迴戰                              | ＊           | 上班族           |        |
| 2021年 | 夢想新大陸                            | 葉丁瑋／蘇聖 | 探險家           |        |
| 2021年 | 楓之谷R                               | ＊           | 飾演長大後小女孩 |        |
| 2021年 | Haylou RS3 智慧手錶｜超越你的所有期待 | 謝乾乾／蘇聖 | 本人             | 男配角 |
| 2020年 | TISSOT天梭手錶【Plan B】微電影廣告    |              | 主管             | 男配角 |
| 2019年 | 三國大亨 幹大事篇                     |              | 主公             | 男配角 |

## 主持作品
- 2023年 《大嘻哈時代2》賽評
- 2024年 《暴走兄弟朝聖趣》主持
- 2024年 《夜市王》主持

## 配音作品
- 2022年 大嘻哈時代2 節目配音。
- 2020年 派偉俊 Patrick Brasca 香檳配你的美Dance Challenge教學示範配音
- 2020年 美麗本人《大嘻地3.0》形象影片配音
- 2020年 美麗本人《大嘻地3.0》卡司影片配音

## 跨界合作
| 日期           | 頻道                   | 藝人                               | 單元名稱      | 備註 |
| 2020年7月22日  | 嘻哈龍虎門             | 瘦子E.SO、謝乾乾、美麗本人         | 不素之客      |      |
| 2020年6月25日  | Morrison 馬仕釗        | J.Sheon、Morrison 馬仕釗、美麗本人 | Ma Life       |      |
| 2020年4月29日  | Fred吃上癮             | Fred、美麗本人                     | Fred吃上癮    |      |
| 2019年11月6日  | Klash Taipei           | 美麗本人                           | 舌尖上的KLASH |      |
| 2019年10月26日 | SLIGHTLY NUMB OFFICIAL | 阿肉老師、美麗本人                 | 輕微手作教室  |      |

## 獎項
| 年份   | 頒獎典禮    | 獎項          | 入圍影片                                                          | 結果 |
| 2022年 | 第4屆走鐘獎 | 最會 feat. 獎 | 我的檔期 Original Series Episode 1 - 帥哥病《俊俏美型男互助聯盟》 | 獲獎 |
| 2023年 | 第5屆走鐘獎 | 最佳導演獎    | 禿油肥 feat. DJ GROUND                                            | 提名 |
| 2023年 | 第5屆走鐘獎 | 最佳攝影獎    | 禿油肥 feat. DJ GROUND                                            | 獲獎 |
| 2024年 | 第6屆走鐘獎 | 好好聽音樂獎  | 美麗本人 你是我的 Bae feat. 李千娜 Official Music Video           | 獲獎 |

## 外部連結
- 美麗本人的Facebook專頁
- 美麗本人的Instagram帳戶
- YouTube上的美麗本人頻道
- 美麗本人在互联网电影资料库（IMDb）上的資料（英文）